# レミントンM870
レミントンM870（Remington Model 870）は、アメリカのレミントン・アームズ社がM31の後継として開発したポンプアクション式散弾銃である。

## 特徴
レミントンM870は、1960年代中期に開発され、1980年代からは民間での狩猟用としてだけではなく警察用としても採用されているショットガンであり、安定した性能と信頼性の高さが評価されている。現在はモスバーグM500やイサカM37・ウィンチェスターM1300などと並び、ポンプアクション式ショットガンの定番として幅広い用途で使われ続けている。
削り出しのスチール製のレシーバー等、レミントン社の製品らしく堅牢な構造で耐久性が高いため、各国の警察や軍隊でも戦闘用だけでなくバードパトロール用などとしても広く採用されている。日本では陸上自衛隊の特殊作戦群や警察の刑事部特殊班、海上保安庁の特別警備隊などで使用されている。民間でも狩猟用として多く使われており、日本国内でも流通している。
一方で2000年頃から今日まで製造されている現行モデルの本銃はコストカットにより品質が悪化しており、代表的な例としてはエキストラクターの加工法を切削加工から金属粉末射出成型法（MIM）に切り替えた為に耐久性と寸法精度が悪化し、排莢不良を発生させる主因となっている。この対策としてアメリカの銃器愛好家や警察などはサードパーティー製のNC加工や放電加工といった金属粉末射出成型法ではない（Non-MIM）加工法で製作されたエキストラクターに交換する事が多い。

## バリエーション
開発当時から根本的なユニットや作動システム等に大きな変化はないが、圧倒的な数のバリエーション、オプションパーツの多さによる拡張性の高さが本銃の最大の特徴である。
M870 ウイングマスター
前述の削り出しのスチールボディーに加え、ストック、フォアグリップはウォールナット製。銃身は上面に放熱用のベンチレーテッドリブが備わったものも存在し、交換も可能。
M870 エクスプレス
ウイングマスターの廉価版モデルで、各部素材や製法をダウングレードする事で、価格を半分程に抑えている。
M870 ブリーチャー
ショルダーストックをオミットしたピストルグリップ、短銃身を備えたドアブリーチ用のタクティカルモデル。
M870 マリーンマグナム
海上保安庁の特別警備隊等で運用されている特別モデルで、潮風の影響が強い海上や湾岸で常用出来る様にボディーの素材は錆に強いクロームステンレス製となっている。
M870 MCS(Modular Combat Shotgun)
米軍の要求の下、開発されたモデル。レシーバートップにピカティニーレールを搭載し、グリップはピストルグリップ、もしくはショルダーストックと一体型。グリップと一体のショルダーストックは固定型、伸縮型、短型が、銃身も10インチ、14インチ、18インチ、いずれかに交換可能なモジュラーシステムとなっており、仕様は通常の銃身、ショルダーストック、グリップを備えた標準のライフルとしての使用の他に、短銃身、ピストルグリップを備えたドアブリーチ用としての使用、ストック、グリップレスのアンダーバレルショットガンとしての仕様。陸上自衛隊の特殊作戦群でも採用されている。
しかし、これらは数多のモデルの中の一部に過ぎず、他にも多くのバリエーションモデルが存在している。
M870をベースにM887などの発展型も存在する。1980年代にナイツアーマメント社がM870からグリップとストックを取り除き短銃身化した前述のMCSのアンダーバレル仕様のものと同様の「マスターキー」（万能の鍵、いかなる扉の錠前も破壊して開けることができるという意味）と呼ばれるアンダーバレルショットガンを開発した。M203 グレネードランチャーのようにM4カービン系のバレルガード下に装着できる。マスターキーはピストルグリップとストックとサイトを装着して単体でも使用できる。

## 画像

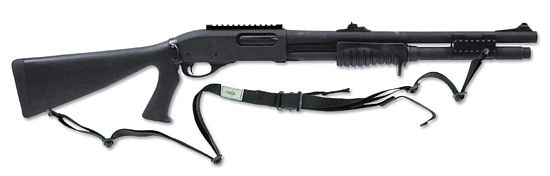
最新モデルのM870MCS
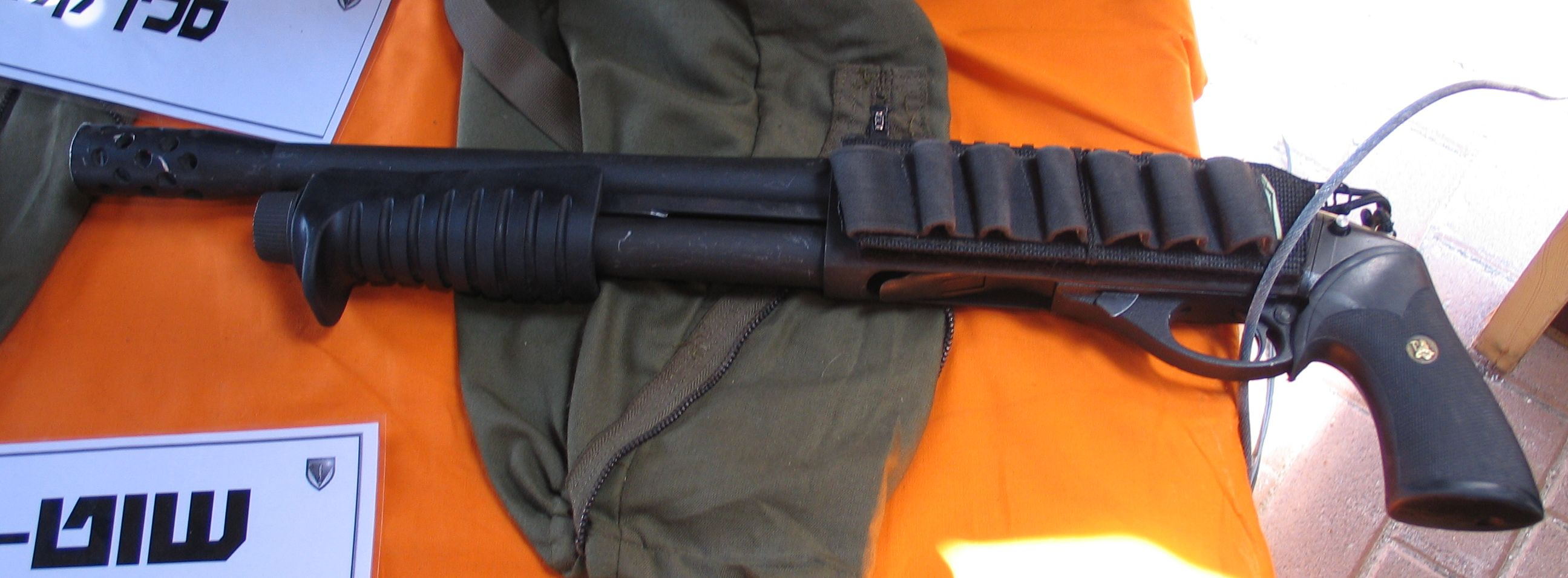
M870MCSのソードオフ形態
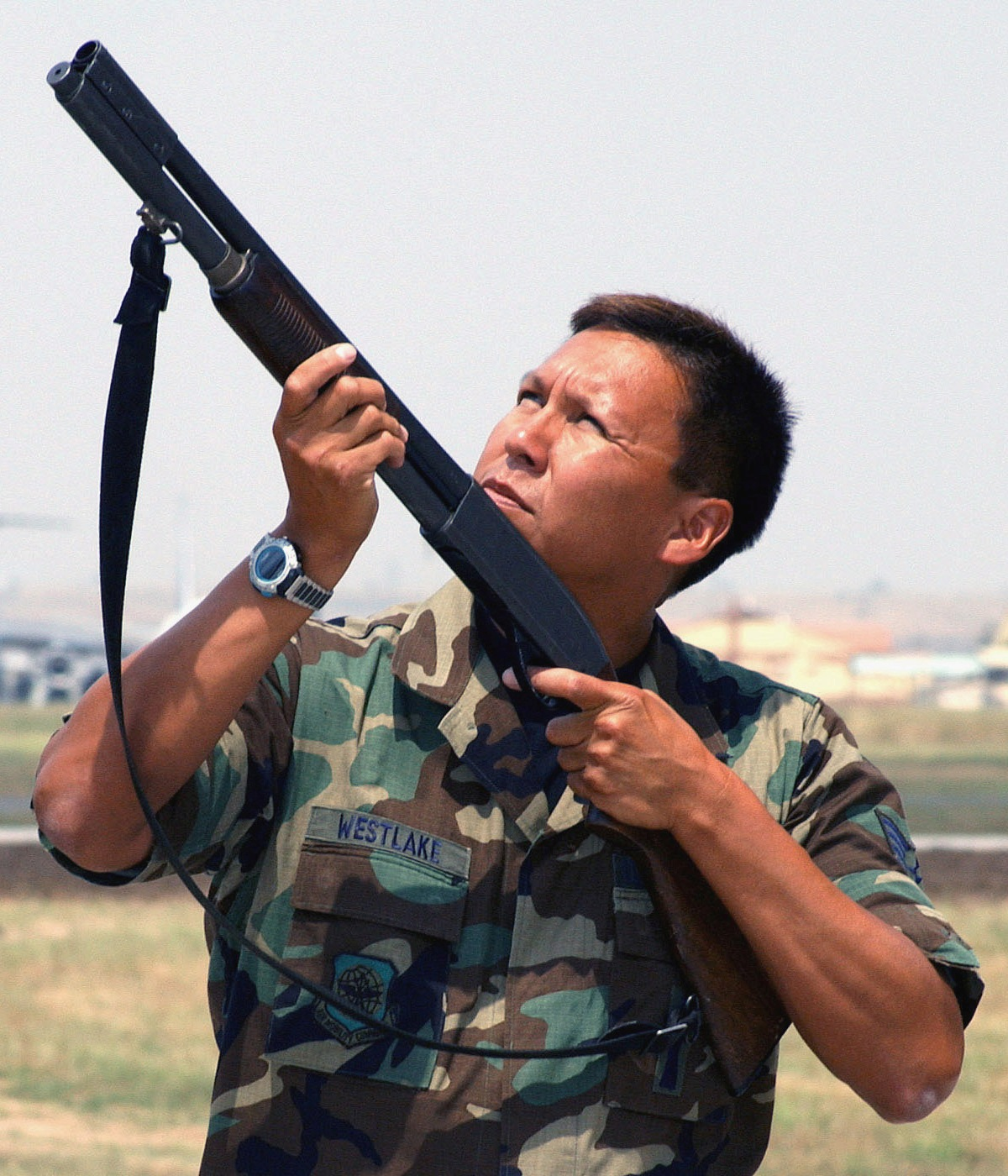
アメリカ空軍のバードパトロール

## 登場作品

### 映画・テレビドラマ
『007シリーズ』
『007 美しき獲物たち』
中盤のサンフランシスコにて、マックス・ゾーリンと関わりのあるステイシー・サットンの家に忍び込んだ主人公、ジェームズ・ボンドに対して、彼女が護身用に所持していた本銃を手に現れる。しかしそこに、ステイシーと石油利権を巡って因縁のあるゾーリンが差し向けた配下たちが襲ってきたためボンドが成り行きから本銃を手に取り発砲するが、銃本体に込められていたのは実弾ではなく岩塩だったため、撃った相手は傷らしい傷を負わなかった。しかし、それでも射撃と同様に派手な銃声を鳴らすので、ボンドは車で逃走する配下たちに威嚇目的で発砲した。
『007 カジノ・ロワイヤル』
前半のマイアミ国際空港にて、ボンドを不審者と見なしたマイアミ空港警察の警官がボンドを逮捕する際に所持。

『ALCATRAZ/アルカトラズ』
第10話「料理人 モンゴメリー」に登場。
『CSI:マイアミ』
第9シーズン第16話「サバイバルゲーム」に登場。
『NCIS:LA 〜極秘潜入捜査班』
第1シーズン第15話「強盗」に登場。

『THE NEXT GENERATION -パトレイバー-』
「クロコダイル・ダンジョン」にて、カーシャを除く特車二科第2小隊のメンバーが装備する。
『亜人』
対SAT戦で佐藤が、フォージ社襲撃の際に田中が使用。
『イーグル・アイ』
主人公のジェリー・ショーと、ヒロインのレイチェル・ホロマンが、警備員からブリーフケースを強盗する際に、警備会社の現金輸送車に搭載されていたピストルグリップ型を使用。強盗の最中に、警備員がジェリーを取り押さえようとした為、レイチェルが威嚇で1発砲、ブリーフケースを奪った後、逃走時に、ジェリーが監視カメラを破壊するのに1発発砲した後、2丁とも直ぐ側にあったゴミ箱に棄てる。2人が逃走した後、現場に駆け付けたFBIのモーガン捜査官が、2人の銃の構え方を問い質す際に、警備員に突き付ける。
『仮面ライダーオーズ/OOO』
主要人物の1人である後藤慎太郎と、彼が所属するライドベンダー隊の隊員たちが、フォアグリップ付きの物をグリードに対して使用するが、効果はなかった。
『ガントレット』
終盤の"ガントレット"シーンでフェニックス市警察が使用する。
『コマンドー』
主人公のジョン・メイトリックス大佐が、軍放出品ストアで調達した武器の1つとして登場。敵アジトでの戦闘にて、アリアス元大統領と彼の私兵たちに対して使用する。
『ジュラシック・ワールド』
バリーがレーザーポインターを装着して使用する。
『人造人間ハカイダー』
劇中に登場するショットガンのモデルとなった。
『ダークナイト』
銃身とストックを短くしたソードオフモデルが登場。冒頭にて、ウィリアム・フィクナー演じる銀行支店長が強盗を撃退するために使用し、その後、ジョーカーが支店長より奪って使用する。
『ターミネーターシリーズ』
『ターミネーター2』
サラ・コナーがSWATのトラックに積んであったものを使用。
終盤ではサラ·コナーが自身に変装したT-1000に向けて使用し、一発目でT-1000は変装を解いたがその後も撃ち続け、その反動でT-1000は溶鉱炉に落ちそうになる。が、後一歩のところで弾が切れ、サラとジョンは追い詰められる。しかし直後に駆け付けたT-800によって放たれたグレネードランチャーによってT-1000は溶鉱炉に落ち、事なきことを得た。
『ターミネーター3』
T-850が拡張マガジンチューブ、カスタムフォアエンドを装備したものを使用する。
『ダイ・ハード/ラスト・デイ』
主人公のジョン・マクレーンが、ホテルの最上階での戦闘時にタクティカルライトとマズルブレーキを装着したものを使用する。
『トレーニング デイ』
アロンゾが使用。銃身にヒートシールドが装着されている。
『トレマーズ』
ガンマニアの夫妻が使用。
『ヒート』
銀行強盗後の市街地での銃撃戦でロサンゼルス市警察が使用。
『フォーリング・ダウン』
殺そうとしたギャングから主人公がバッグごと持ち去り、ゴルフ場でカートを撃つ時に使用。
『プラトーン』
第25歩兵師団に所属するバニーが、バレルサイト付き、トリガーガードが銀で塗られている「M870 スラッグガン」を使用。ベトナム人の男の頭をパッドの付いていない銃床で叩き潰した。また、エリアスがクリスに大麻を吸わせる際にも使用。
『香港国際警察/NEW POLICE STORY』
香港警察が強盗団アジト突入時と終盤のコンベンションセンターで強盗団メンバーの一人ファイアーが使用。
『ランボー』
保安官事務所の武器庫に保管されていた銃として登場。終盤、トラウトマン大佐の説得によってジョン・ランボーが投降した際に保安官らが突き付ける。
『ランボー/怒りの脱出』
ヒロインのコー・バオが主人公のジョン・ランボーとの移動手段として話を付けたベトナム河川海賊の1人が所持。ストックがフォールディングストックで、上方に折り畳まれている。ランボー達を裏切ってベトナム人民海軍の河川哨戒艇に引き渡そうとした海賊の不意を突いて反撃に出たランボーが本銃を奪い取って使用した。

### アニメ・漫画
『HELLSING』
グールが使用する。
『今際の国のアリス』
粟国杜園が♠のキングとの戦闘で使用。
『神宿りのナギ』
一般隊員が使用。レドナも愛用している。
『クレヨンしんちゃん 爆発!温泉わくわく大決戦』
温泉Gメンが「彩の湯」に装備していた備品の1つとして登場。
『攻殻機動隊 STAND ALONE COMPLEX』
全自動資本主義にて、カウンターに隠れていたチンピラがカスタムした物を使用。
『屍姫』
貞比呂の屍姫遠岡アキラの武器。
『続・戦国自衛隊』
戦国時代にタイムスリップしたアメリカ海兵隊の装備として登場。それを、同様にタイムスリップしてきた自衛隊の島和武二尉が鹵獲して使用する。
『ニセコイ』
マルゼン製CA870に似た弾倉付き。
『みりたり!』
ルトガルニコフ中尉の愛用している銃のベース。
『ヨルムンガンド』
リリアーヌが銃剣を装着して使用する。
『ワールドトリガー』
諏訪隊の諏訪光太郎 堤大地がショットガン型の銃型トリガーとして使用

### 小説
『黙示の島』
佐藤大輔の小説。主人公の伊倉浩一が、異常な状態の鼎島住民に対して使用する。元は島の老人である財津君三郎から借りたもので、法律の規制に合わせて装弾数を減らすために弾倉に嵌められていたインナーは、財津の孫であるミリタリーオタクの忠之により取り外されている。

### ゲーム
『荒野行動』
「M860」近距離戦で高いダメージを出すことができる。相手が防具を付けていない状態なら一撃でダウンが奪えるため、降下直後の戦闘で強い。
「M88C」基本ダメージが非常に高く設定されており、至近距離で全弾ヒットした場合、相手がLv3防具を装備していても一発で撃破可能。連射性能も悪くないため、近距離戦などで強力。
『BulletForce』
『Alliance of Valiant Arms』
弾薬の種類や射程をカスタム可能。
『Paperman』
「REMINGTON」という名称で登場。
『PAYDAY: The Heist』
「Reinbeck」の名称で登場。プレイヤーが装備できる他、敵キャラクターとして登場する警察官やSWAT隊員も装備している。
『PAYDAY2』
「Reinfeld」の名称で登場。前作とは違い、バックショット弾を撃つ。

『怪盗ロワイヤル-zero-』
「N950 ショットガン」の名称で登場する。
『グランド・セフト・オートシリーズ』
『GTAIII』
「Shotgun」の名称で登場する。常にストックが折り畳まれている。
『GTAIV』『GTAIV:TLAD』『GTAIV:TBoGT』
「ポンプ式ショットガン」の名称でポリスカスタムのストックレス仕様が登場。
『コール オブ デューティ ブラックオプス2』
「R870 MCS」という名称で登場。部品が近代化されている。キャンペーン、マルチプレイ、ゾンビモードにて使用可能。
『コール オブ デューティ モダン・ウォーフェア』
「Model 680」という名称で登場。マルチプレイのガンスミスでマガジンタイプに改造できる。
『コール オブ デューティ モダン・ウォーフェアIII』
「LOCKWOOD 680」という名称で登場。名前は『MW』を踏襲していると思われるが、他にマガジンタイプの「Bryson 890」がある為かマガジンタイプへの改造は出来ない。
『サドンアタック』
「SG-870」という名称で登場。
『スペシャルフォース』
ゲーム内通貨で購入できる。
『ソードアート・オンライン フェイタル・バレット』
「インパクトウィンド」の名称で登場（武器ランクにより名称変化）。フォアエンドの長さが変更された架空銃である。ピトフーイが使用する。
『バイオハザードシリーズ』
『バイオハザード』
木製ストックの物が登場。館職員の護身用として額縁に立て掛けられていた。
『バイオハザード4』
近距離での威力が高く、敵を吹き飛ばす事が可能。
『バイオハザード RE:2』
オリジナル版のレミントンM1100-Pに代わり登場。
『バイオハザード RE:4』

『バトルフィールドシリーズ』
『BFBC』
アメリカ軍工兵の装備として870MCSが登場する。
『BFBC2』
全兵科で使用可能なショットガンとして870MCSが登場。
『BF3』
一番初めにアンロックされるショットガンとして登場。
『BF4』
全兵科が使えるショットガンとして登場。様々な弾薬を使用できる。

『メタルギアシリーズ』
『MPO』
ゼロ少佐の初期装備、ストーリー途中で入手可能。
『MPO+』
FOX兵などがよく装備しており、ドロップで入手可能。
『MGS4』
フラッシュライトが装着された状態で登場。ダットサイトとスコープが装着可能。

『レインボーシックスシリーズ』
『レインボーシックス ベガス』
「870MCS」という名称で登場する。レーザーサイトやスコープの取り付け可能。
『レインボーシックス シージ』
「M870」という名称で登場。バレルを切り詰め、ピカティニー・レールを装着している。
『ブルーアーカイブ』
キャラクター「千鳥ミチル」の固有武器として登場。名称は「ミチル流オーバーフローショットガン」という名で登場。
『Warface』
Remington Model 870として登場。強化型にRemington Model 870 Special Shadowがある。Remington Model 870は初期から使用可能。